# Heden (Mora)
Heden is een plaats in de gemeente Mora in het landschap Dalarna en de provincie Dalarnas län in Zweden. De plaats heeft 59 inwoners (2005) en een oppervlakte van 16 hectare. Heden wordt omringd door zowel landbouwgrond als bos en ligt vlak aan een baai van het meer Siljan. De plaats Mora ligt zo'n vijf kilometer ten noorden van het dorp.